# Poul Nielsen
Niels Poul Nielsen (Copenhague, Dinamarca, 25 de diciembre de 1891-9 de agosto de 1962), también conocido como Tist, fue un futbolista danés que se desempeñaba como delantero. Es considerado el máximo goleador de la Selección de fútbol de Dinamarca con un total de 52 goles marcados en 38 partidos jugados. Ganó la medalla de plata con la selección danesa en los Juegos Olímpicos de Estocolmo de 1912.

## Trayectoria
Desarrollo su carrera futbolística en el Kjøbenhavns Boldklub con el cual ganó seis campeonatos daneses, en los años 1913, 1914, 1917, 1918, 1922 y 1925.
Se retiró jugando para el CNR Montreal de Canadá, ganando un "Dominion of Canada Championship" en 1929.

## Selección nacional
Su debut con la selección danesa fue el 5 de mayo de 1910, cuando tenía 18 años de edad, convirtiéndose en ese momento en el jugador más joven en formar parte del combinado nacional, posicionándose por delante de quien poseía el récord hasta ese momento: Vilhelm Wolfhagen. Ocho años después, fue superado por Valdemar Laursen, quien debutó a los 18 años de edad.
Formó parte del Dinamita Roja, equipo que participó en los Juegos Olímpicos de Estocolmo de 1912. Enfrentándose a la Selección de fútbol de los Países Bajos, alcanzando la victoria por 4-1. Marcó 22 goles en los primeros nueve partidos que disputó después de 1912. 
El 14 de octubre de 1923, Poul Nielsen rompió el récord de Sophus Hansen de 1920, cuando se convirtió en el primer danés en jugar 32 partidos internacionales.
Se retiró de la selección danesa en septiembre de 1925 después de haber marcado un total de 52 goles en 38 partidos jugados. Aunque Poul Nielsen jugó durante las décadas de 1910 y 1920, la cantidad de goles que anotó para su país sigue siendo el récord nacional y no fue igualado hasta que Jon Dahl Tomasson anotó su gol 52 en junio de 2010. La cuenta de 38 partidos internacionales de Nielsen fue otro récord danés, pero fue superado por Michael Rohde durante junio de 1931. 
Debido a que su carrera abarcó los primeros años del fútbol internacional, Nielsen nunca tuvo la oportunidad de jugar una Copa Mundial de Fútbol; su única participación a nivel mundial fueron los Juegos Olímpicos de 1912. Sin embargo logró anotar ocho hat-tricks en su carrera a nivel de selecciones.

## Fallecimiento
Falleció el 9 de agosto de 1962 en Copenhague a los 70 años de edad.

## Clubes
| Club                 | País      | Año         |
| -------------------- | --------- | ----------- |
| Kjøbenhavns Boldklub | Dinamarca | 1907 - 1927 |
| CNR Montreal         | Canadá    | 1928 - ¿?   |

## Palmarés

### Campeonatos nacionales

#### Kjøbenhavns Boldklub
- Superliga de Dinamarca: 1913, 1914, 1917, 1918, 1922, 1925